# Léon Gautier (homme politique)
Pour les articles homonymes, voir Léon Gautier et Gautier.
Léon Gautier est un homme politique français né le 8 juillet 1848 à Paris et décédé le 10 juin 1933 à Épinal (Vosges).

## Biographie
Fils de quincailler, il entre dans l'école Polytechnique, il commence une carrière dans le génie jusqu'au grade de capitaine avant de quitter l'armée pour s'installer dans les Vosges. Il épouse Thérèse Bresson, d'une grande famille des Vosges, dont son père Édouard Bresson, est un grand propriétaire et possède une filature à Monthureux-sur-Saône tout en étant le maire de la ville. Après le mariage, il aide son beau-père à la gestion de l'entreprise familiale. En 1890, la famille Bresson ouvre une nouvelle filature à Golbey près d'Épinal près d'autres usines textiles. C'est Léon Gautier qui participe à sa gestion et habite maintenant Épinal. Il fonde lui-même en 1895 une filature à Nomexy qu'il revend dès 1898 à son associé Victor Peters.
En 1908, Gautier rachète la filature de Golbey devenant l'unique propriétaire de l'entreprise de 120 salariés. En 1923, face à une crise textile, il s'associe avec Victor Tenthorey pour former une société anonyme.
Il se lance dans la politique très rapidement, devenant conseiller municipal en 1870 de Claudon et en 1892, il est élu conseiller général du canton de Monthureux, succédant à son beau-frère, André Bresson. Il est réélu en 1898 et 1904 sans opposant.
Durant l'affaire Dreyfus, il refuse la Défense républicaine et se rapproche de la droite. Il se présente en 1902 à Mirecourt contre Xavier Mougin, auquel il reproche sa politique trop anticléricale, contre la révision du procès Dreyfus, la loi sur les associations et la loi Millerand. Il réfute le terme de nationaliste préférant le terme de républicain libéral. Marc Mathis, ami de Mougin, utilise alors une manœuvre contre Gautier, indiquant que ses enfants ne sont pas baptisés en raison du fait que sa femme est la fille d'une mère protestante. Le sous-préfet lui-même, intervient en soutenant Mougin. Cependant, Gautier est élu avec 65,61 % dès le premier tour. Il siège alors au groupe des Républicains progressistes. En 1906, il est critiqué pour avoir voté la loi sur le service militaire de deux ans et doit affronter Marc Mathis qui le bat. Il est ensuite battu aux cantonales en 1910 par un radical. Il se retire de la vie politique.

## Décoration
- Chevalier de la Légion d'honneur (10 juillet 1894)
- Médaille commémorative de la guerre 1870–1871